# Ana Bucik Jogan
Ana Bucik Jogan (* 21. Juli 1993 in Nova Gorica) ist eine slowenische Skirennläuferin. Sie ist auf die Disziplinen Slalom und Riesenslalom spezialisiert.

## Biografie
Als 15-Jährige nahm Bucik im Dezember 2009 erstmals an FIS-Rennen teil, im Februar 2010 am European Youth Olympic Festival in Szczyrk. Ihren ersten Sieg bei einem FIS-Rennen konnte sie im Dezember 2009 feiern. Kurz darauf folgten die ersten Einsätze im Europacup, die aber ohne nennenswerte Ergebnisse blieben. Ihre Premiere im Weltcup hatte sie 16. Januar 2010 im Riesenslalom von Maribor, wo sie im ersten Lauf nicht ins Ziel kam. Der erste Punktgewinn im Europacup ließ bis Februar 2011 auf sich warten. Im März 2011 gewann sie erstmals einen slowenischen Meistertitel, jenen in der Super-Kombination.
Immer stärker zeichnete sich eine Spezialisierung auf die technischen Disziplinen Riesenslalom und Slalom ab. Bei den Juniorenweltmeisterschaften 2012 in Roccaraso gewann Bucik im Teamwettbewerb die Goldmedaille. Am 26. November 2012 stand sie in einem Europacuprennen erstmals auf dem Podest, als sie im Slalom von Vemdalen auf den dritten Platz fuhr. Nach mehreren guten Ergebnissen zu Beginn der Saison 2014/15 erhielt sie am 13. Dezember 2014 eine weitere Startgelegenheit im Weltcup: im Slalom von Åre fuhr sie mit der hohen Startnummer 55 auf den 26. Platz und gewann damit erstmals Weltcuppunkte.
Am 6. und 7. Januar 2016 gelangen ihr die ersten Siege im Europacup, als sie in Zinal zweimal in Folge einen Slalom gewann. Im Laufe der Saison 2016/17 näherte sich Bucik allmählich der Weltspitze an. Mit dem siebten Platz im Slalom von Maribor am 8. Januar 2017 gelang ihr erstmals eine Top-10-Platzierung in einem Weltcuprennen. Am 26. Januar 2018 fuhr sie in der Alpinen Kombination in Lenzerheide erstmals auf ein Weltcuppodest. Bei den Olympischen Spielen von 2018 in Pyeongchang und 2022 in Peking nahm sie teil. Bei den Weltmeisterschaften 2023 in Méribel wurde sie beim Slalom erneut 9. wie schon in Cortina d’Ampezzo 2021.
Ihr Ausrüster ist Salomon. Sie studiert Mathematik und Physik an einer Pädagogischen Hochschule. Seit 2024 ist sie mit dem Fußballspieler Kris Jogan verheiratet.

## Erfolge

### Olympische Spiele
- Pyeongchang 2018: 9. Mannschaftswettbewerb, 11. Alpine Kombination, 21. Riesenslalom, 24. Slalom
- Peking 2022: 11. Riesenslalom, 11. Slalom

### Weltmeisterschaften
- Schladming 2013: 31. Slalom
- Vail/Beaver Creek 2015: 11. Alpine Kombination
- St. Moritz 2017: 7. Slalom
- Åre 2019: 9. Mannschaftswettbewerb, 31. Riesenslalom
- Cortina d’Ampezzo 2021: 9. Slalom
- Courchevel/Méribel 2023: 9. Slalom, 35. Riesenslalom
- Saalbach-Hinterglemm 2025: 18. Slalom, 24. Riesenslalom

### Weltcup
- 25 Platzierungen unter den besten zehn, davon 1 Podestplatz

### Weltcupwertungen
| Saison  | Gesamt | Gesamt | Riesenslalom | Riesenslalom | Slalom | Slalom | Kombination | Kombination | Parallel | Parallel |
| Saison  | Platz  | Punkte | Platz        | Punkte       | Platz  | Punkte | Platz       | Punkte      | Platz    | Punkte   |
| ------- | ------ | ------ | ------------ | ------------ | ------ | ------ | ----------- | ----------- | -------- | -------- |
| 2014/15 | 89.    | 23     | –            | –            | 44.    | 15     | 23.         | 8           | –        | –        |
| 2015/16 | 77.    | 59     | –            | –            | 30.    | 55     | 47.         | 4           | –        | –        |
| 2016/17 | 52.    | 147    | 50.          | 5            | 17.    | 139    | 52.         | 3           | –        | –        |
| 2017/18 | 42.    | 183    | 41.          | 10           | 22.    | 107    | 5.          | 66          | –        | –        |
| 2018/19 | 91.    | 31     | –            | –            | 42.    | 31     | –           | –           | –        | –        |
| 2019/20 | 55.    | 113    | 26.          | 46           | 30.    | 35     | –           | –           | 17.      | 32       |
| 2020/21 | 33.    | 202    | 21.          | 77           | 14.    | 125    | –           | –           | –        | –        |
| 2021/22 | 25.    | 376    | 23.          | 99           | 6.     | 277    | –           | –           | –        | –        |
| 2022/23 | 21.    | 405    | 14.          | 146          | 8.     | 259    | –           | –           | –        | –        |
| 2023/24 | 52.    | 164    | 26.          | 85           | 28.    | 79     | –           | –           | –        | –        |

### Europacup
- Saison 2013/14: 2. Kombinationswertung
- Saison 2015/16: 9. Slalomwertung
- Saison 2019/20: 7. Kombinationswertung, 10. Riesenslalomwertung
- 8 Podestplätze, davon 2 Siege:

| Datum          | Ort   | Land    | Disziplin |
| -------------- | ----- | ------- | --------- |
| 6. Januar 2016 | Zinal | Schweiz | Slalom    |
| 7. Januar 2016 | Zinal | Schweiz | Slalom    |

### Juniorenweltmeisterschaften
- Chamonix 2010: 39. Slalom, 56. Riesenslalom
- Crans-Montana 2011: 7. Kombination, 21. Riesenslalom, 25. Slalom, 36. Abfahrt
- Roccaraso 2012: 1. Teamwettbewerb, 24. Riesenslalom
- Québec 2013: 32. Riesenslalom, 41. Abfahrt
- Jasná 2014: 8. Super-Kombination, 22. Super-G, 30. Abfahrt

### Weitere Erfolge
- 6 slowenische Meistertitel (Abfahrt 2017, Slalom 2014 und 2016, Kombination 2011, 2013 und 2017)
- 4 Podestplätze im Far East Cup, davon 3 Siege
- European Youth Olympic Festival 2009: 9. Slalom, 16. Riesenslalom
- 11 Siege in FIS-Rennen